# Eugenia salomonica
Eugenia salomonica är en myrtenväxtart som beskrevs av G.T.White. Eugenia salomonica ingår i släktet Eugenia och familjen myrtenväxter. Inga underarter finns listade i Catalogue of Life.